# Peter Stamm
Peter Stamm (Scherzingen, Münsterlingen, 18 januari 1963) is een Zwitserse (Duitstalige) schrijver.

## Loopbaan
Peter Stamm is de zoon van een boekhouder in Weinfelden in het kanton Thurgau. Zijn schoolopleiding had geen hoog niveau, zodat hij naar eigen zeggen volop tijd had om weg te vluchten in een fantasiewereld. Pas later behaalde hij het einddiploma via het volwassenenonderwijs. Hij werd opgeleid in het beroep van zijn vader. Na van 1982 tot 1987 in de boekhouding te hebben gewerkt besloot hij een aantal studievakken te gaan volgen aan de Universiteit Zürich, allereerst Engels, waarvoor hij ook een half jaar doorbracht in New York. Vervolgens stapte hij over naar psychologie met als bijvakken informatica en psychopathologie. Hij liep stage in psychiatrische ziekenhuizen. Zijn keuze voor dit vakgebied verklaarde hij uit zijn wens om literatuur te schrijven, waarvoor hij de menselijke ziel wilde kunnen doorgronden. Hij stopte met de studie omdat het schrijverschap zijn voornaamste ambitie bleef.
Daarna woonde hij achtereenvolgens in Parijs en Scandinavië alvorens zich in 1990 in Winterthur te vestigen als schrijver en freelance journalist. Hij woont daar nog steeds, met een onderbreking van 1998 tot 2003 in Zürich. Hij was medewerker van de Neue Zürcher Zeitung, de Tages-Anzeiger, Die Weltwoche en de satirische krant Nebelspalter. Hij trad in 1997 toe tot de redactie van het literair tijdschrift Entwürfe für Literatur.
Met zijn literaire werk had hij aanvankelijk geen succes. Geen uitgever wilde zijn eerste drie romans publiceren en de vierde, Agnes, verscheen pas in 1998, zes jaar na voltooiing. Dit boek sloeg aan bij de lezers en Stamm werd een veelgelezen auteur, zodat het journalistieke werk op de achtergrond raakte bij zijn succes als literair schrijver. Sinds 2003 maakt hij deel uit van de schrijversgroep AdS ('Autorinnen und Autoren der Schweiz').
Peter Stamm schrijft proza, hoorspelen en toneelstukken. Hij is bekend door de soberheid en afstandelijkheid van zijn schrijfstijl. Hij is populair in Duitsland, waar zijn boeken verhoudingsgewijs beter verkopen dan in zijn eigen land. Zijn werk is in meer dan 30 talen vertaald. Diverse van zijn romans zijn in het Nederlands vertaald door Gerrit Bussink.

## Prijzen
- 1998 Ehrengabe des Kantons Zürich
- 1999 Rauriser Literaturpreis
- 2000 Rheingau Literatur Preis
- 2001 Ehrengabe der Stadt Zürich
- 2002 Preis der Schweizerischen Schillerstiftung
- 2002 Carl-Heinrich-Ernst-Kunstpreis
- 2014 Friedrich-Hölderlin-Preis van de stad Bad Homburg
- 2018 Schweizer Buchpreis

Nominaties
- 2013 Man Booker International Prize
- 2013 Frank O'Connor International Short Story Award

## Werkenlijst (selectie)

### Proza
- Alles über den Mann, 1995 (met Brigitte Fries)
- Gotthard, 1997 (met Markus Bühler)
- Agnes (roman), 1998
  - Agnes, vert. Gerrit Bussink, De Geus, 2001, ISBN 9789044500844
- Blitzeis (verhalen), 1999
- Ungefähre Landschaft (roman), 2001
  - Kathrine, vert. Gerrit Bussink, De Geus, 2003. ISBN 9789044502589
- In fremden Gärten (verhalen), 2003
- Warum wir vor der Stadt wohnen, 2005 (met Jutta Bauer)
- An einem Tag wie diesem (roman), 2006
  - Op een dag als deze, vert. Gerrit Bussink, Van Gennep, 2007. ISBN 9789055157877
- Wir fliegen (verhalen), 2008
- Sieben Jahre (roman), 2009
  - Zeven jaren, vert. Gerrit Bussink, De Arbeiderspers, 2013. ISBN 9789029587341
- Seerücken (verhalen), 2011
- Nacht ist der Tag (roman), 2013
  - Nacht is de dag, vert. Gerrit Bussink, De Arbeiderspers, 2015. ISBN 9789029539111
- Der Lauf der Dinge, 2014 (verzamelde vertellingen)
- Weit über das Land (roman), 2016
  - In geen velden of wegen, vert. Gerrit Bussink, De Arbeiderspers, 2017. ISBN 9789029511490
- Die sanfte Gleichgültigkeit der Welt (roman), 2018
- Marcia aus Vermont. Eine Weihnachtsgeschichte, 2019
- Wenn es dunkel wird (verhalen), 2020
- Das Archiv der Gefühle (roman), 2021
- In einer dunkelblauen Stunde (roman), 2023.

### Toneel
- Die Planung des Planes (monoloog)
- Fremd gehen, 1995
- Après Soleil / Wen der Wind zur Insel trägt, 2002
- Der Kuss des Kohaku, 2004
- Die Töchter von Taubenhain, 2004

### Hoorspelen
- Ich und die anderen, 1991
- Die Nacht der Gewohnheiten, 1993
- In Vitro Zürich, 1994
- Der letzte Autofahrer, 1995
- Bildnis eines Knaben mit Peitsche, 1995